# Харлуши
Харлуши — деревня в Октябрьском районе Челябинской области России. Входит в состав Подовинное сельское поселение.

## География
Расположена в юго-западной части района, на берегу реки Черной, на расстоянии примерно 32 километров к северо-западу от села Октябрьское, административного центра района.

## История
По свидетельству старожилов, деревня основана в 1901 на дополнительный наделе поселка Харлушевского в черте ст-цы Ключевской..

## Население
| 2002 | 2010 |
| ---- | ---- |
| 300  | ↘237 |

(в 1926 — 417, в 1956 — 278, в 1959 — 276, в 1970 — 372, в 1983 — 242, в 1995 — 293)

## Улицы
- Школьная улица
- Набережная улица